# Magdalen Dacre
Magdalen Dacre, död 1608, var en engelsk hovfunktionär. Hon var hovdam åt Maria I av England 1554-1558. 
Hon beskrivs som en lång, blond skönhet och som en strängt religiös katolik som bar en grov botgöringssärk under sina hovkläder. Drottningens make Filip I antastade henne vid ett tillfälle genom att omfamna henne och hon fick slå sig lös med en käpp. 